# Илия (Герцог)
Иеромонах Илия (монашеское имя в старостильном расколе Антоний, в старообрядчестве Амвросий, в миру Михаэль Герцог или Херцог, нем. Michael Herzog, фамилия при рождении Раух; 1949, Австрия) — клирик Западноевропейского экзархата Русских приходов Константинопольской православной церкви.

## Биография
Родился в 1949 году в Австрии в семье австрийского немца и «беженки из Чехии». В младенчестве был крещён в Римско-Католической Церкви.
Получил высшее образование, 6 лет в Германии изучал христианскую философию, богословие и церковную историю.
В 1975 года увлекся изучением старокатоличества, после чего перешел в протестантизм, где был повторно крещён протестантами в Великобритании. Через два года переехал в Германию, где возглавил протестантскую общину.
В 1985 года приобрёл православный молитвослов, и с того времени стал по нему молиться часы и прочее молитвословие ежедневно.
В 1993 году был принят в греческий старостильный Авксентьевский синод. В 1999 году был рукоположён в сан священника, пострижен в монашество с именем Антоний. В 2000 году рукоположён во епископа епископа Германского и Северо-Европейского.
В конце 1990-х годов он заинтересовался событиями русской церковной истории XVII век, понимая исключительное их значение в истории Православия. Несколько раз посещал епископа Киевского и всея Украины Саватия (Козко), принадлежавшего к Русской Православной Старообрядческой Церкви, общение с которым, судя по всему, и определило его выбор в пользу русского старообрядчества.
В 2000 году вместе со священником Михаилом Буком впервые обратился к священноначалию Русской православной старообрядческой церкви обратились с просьбой о присоединении. Обращение епископа Антония было рассмотрено на Совете митрополии февральском 2002 года, после чего представители РПСЦ побывали в Германии, где посетили епископа Антония, присутствовали на совершаемом им богослужении и провели предварительные беседы, призванные прояснить обстоятельства его будущего присоединения к старообрядчеству. Окончательно вопрос о возможности присоединения и условиях чиноприёма немецких клириков был перенесён на Освященный собор РПСЦ.
10 октября 2002 года они прибыли в Москву. По прибытии в Москву на Рогожское, они были очень тепло встречены настоятелем кафедрального собора протоиереем Леонидом Гусевым. 11 октября их принимал предстоятель РПСЦ митрополит Алимпий (Гусев). 12 октября гости присутствовали при совершении на Рогожском таинства крещения. 14 октября на богослужении в том же соборе Антоний был уже в старообрядческом иноческом облачении.
Вопрос о приёме епископа Антония и окормляемых им православных общин в Германии стал центральным в повестке дня собора, на котором председательствовал глава РПСЦ митрополит Московский и всея Руси Алимпий (Гусев). На протяжении 150 лет существования Белокриницкой иерархии это первый когда нестарообрядческий епископ захотел присоединиться к РПСЦ. На решение его понадобился всего один день (предполагалось, что будет дольше). Практически все были единодушны в решении принять Антония, вопрос был в том, каким чином его принимать. С самого начала, встал вопрос «об образе крещения» Антония, так как старообрядцы признают правильным образом (формой) крещения лишь в три погружения крещения. Католическое крещение («папежское кропление») в РПСЦ никогда не признавалось. Не признавалось крещение у протестантов: освященный Собор РПСЦ в 1928 года постановил перекрещивать протестантов даже в случае трёх погружений, то возобладало мнение в перекрещивании и перерукоположении Антония.
Собор постановил «Принять греческого старостильного епископа Антония (в миру Михаэль Герцог) и иерея Михаила (Михаэль Бук) в лоно Русской Православной Старообрядческой Церкви первым чином». Это был первый случай принятия в состав старообрядческой поповской юрисдикции бывшего старостильного клирика.
В том де году через исповедь и крещение епископ Антоний был принят в РПСЦ как мирянин. В течение 8 дней прошёл все ступени церковной иерархии, став свещеносцем, иподиаконом, чтецом, диаконом, затем пострижен в монашество с именем Амвросий в честь Амвросия Медиоланского, посвящён в сан священника.
27 октября 2002 года в Покровском кафедральном соборе Русской Православной старообрядческой Церкви на Рогожском кладбище в Москве состоялась хиротония священноинока Амвросия во епископа Аугсбургского и всей Германии. Хиротонию совершили: митрополит Московский и всея Руси и всех Северных стран Алимпий (Гусев), епископ Новосибирский и всей Сибири Силуян (Килин), епископ Киевский и всея Украины Саватий (Козко).
После перехода Антония в старообрядчество вся его греческая паства вернулась в Константинопольскую патриархию, зато практически вся немецкая паства поддержала своего главу.
31 октября того же года в Боровске на месте гибели в земляной тюрьме боярыни Морозовой и княгини Урусовой совершил закладку возложена плиты с их могилы в основании будущей часовни.
После этого жил в Аугсбурге. В его подчинении пребывали всего две приходские общины, численностью от 15 до 30 человек в каждой.
Решением Освященного Собора 9-11 февраля 2004 года в состав епархии Аугсбургской и всея Германии были включены Эстония, Латвия и Литва, в связи с чем ему был усвоен титул «епископа Аугсбургского, всея Германии и Балтийских стран».
На Освященном Соборе 19-22 октября 2004 года назначен правящим архиереем Санкт-Петербургской и Тверской епархии с оставлением временным управляющим Аугсбургской и всея Германии епархии и стран Балтии.
6 января 2005 года в храме Покрова Пресвятой Богородицы совершил чин восхождения на кафедру.
19 октября 2005 года участники Освященного Собора РПСЦ рассмотрели прошение епископа Амвросия (Херцога) об увольнении его со всех церковных церковных послушаний в связи с его намерением перейти в каноническое подчинение старообрядческой Белокриницкой Митрополии с центром в Браиле (Румыния). Рассмотрев просьбу епископа Амвросия, занимавшего Петербургскую и Германскую кафедры, Собор постановил освободить епископа Амвросия от всех церковных послушаний в России и Германии и выдать ему отпускную грамоту для перехода в каноническое подчинение Браиле. Причиной такого прошения епископ Амвросий назвал финансовые трудности, отдалённость Германии от России, а также общую договорённость между двумя центрами Белокриницкой иерархии, согласно которой все зарубежные старообрядческие приходы и епархии находятся в подчинении Белокриницкой, а не Московской Митрополии. В Белокриницкой митрополии ему был усвоен прежний титул «епископ Аугсбургский и всея Германии».
В начале 2007 году под архипастырский омофор епископа Амвросия перешли два «архимандрита», до этого принадлежавшие к «каллиникитскому» Синоду Церкви ИПХ Греции. Один из этих «архимандритов» Ефрем (Хугентоблер) проживает в швейцарском городе Вальд, а второй «архимандрит» Лаврентий (Мурейра) проживает в бразильском городе Форталеза.
20 июня 2007 года епископ Амвросий письменно уведомил Митрополита Белокриницкого и всех древлеправославных христиан Леонтия (Изота) о своём уходе из старообрядческой Церкви.
В июне 2007 года принят через крещение в Западноевропейский экзархат русских приходов Константинопольского патриархата. Вскоре он был пострижен в монашество с именем Илия. 15 июня архиепископом Гавриилом (де Вильдером) на Сергиевском подворье в Париже рукоположён в сан иеродиакона. На следующий день в Александро-Невском соборе в Париже рукоположён в сан иеромонаха.
По некоторым данным затем вернулся в старообрядчество.